# Thomas Winkler (Politiker)
Thomas Winkler (* 1958) ist ein deutscher Politiker (Bündnis 90/Die Grünen) und seit dem 20. Juli 2019 Bürgermeister der südhessischen Doppelstadt Mörfelden-Walldorf.

## Leben
Winkler ist seit 1961 in Walldorf ansässig. Von 1986 bis 1992 hatte er die Löwen-Lichtspiele betrieben, seitdem betreibt er als Selbständiger zusammen mit seiner Frau, seiner Schwester und einem Partner das Lichtblick-Kino in Walldorf. Er ist Mitglied im Aufsichtsrat eines Unternehmens, das Regenwasserfilter für die Brauchwassergewinnung produziert.
Winkler ist seit den 1980er Jahren in der örtlichen Politik für die Grünen aktiv. Seit 1990 war er als Stadtrat Teil des Magistrats der Stadt Mörfelden-Walldorf. Seine Arbeitsschwerpunkte lagen auf Finanzen, Bau- und Stadtplanung, Verkehrspolitik und Sozialem.
Im Dezember 2018 wurde Winkler von Bündnis 90/Die Grünen als Kandidat für die Bürgermeisterwahl in Mörfelden-Walldorf im Frühjahr 2019 aufgestellt. Bei der Bürgermeisterwahl am 24. März 2019 lag Winkler mit 33,86 % der Stimmen knapp vor Becker (31,27 %) sowie Karsten Groß (CDU, 27,40 %) und Alfred Arndt (DKP/Linke Liste, 7,48 %). Am 7. April 2019 gewann er die Stichwahl mit 56,49 % gegen Amtsinhaber Heinz-Peter Becker (SPD).